# Ebinania malacocephala
Ebinania malacocephala är en fiskart som beskrevs av Nelson 1982. Ebinania malacocephala ingår i släktet Ebinania och familjen paddulkar. Inga underarter finns listade i Catalogue of Life.